# Benoît Bastien
Pour les articles homonymes, voir Bastien.
 (Janvier 2025).
Benoît Bastien est un arbitre international français de football né le 17 avril 1983 à Épinal.

## Biographie
Il est l'un des plus jeunes arbitres à accéder en Ligue 1 en 2011, à l'âge de 28 ans, quatre ans seulement après avoir accédé à la fédération, devenant le plus jeune arbitre Fédéral 1. Benoît Bastien est Conseiller Technique Régional de l'Arbitrage (CTRA) pour la ligue Lorraine, en remplacement de Alain Sars, devenu directeur technique de l'arbitrage adjoint.
En janvier 2014, Benoît Bastien devient arbitre international à la suite de la retraite internationale de Laurent Duhamel.
En mai 2015, il est désigné pour officier à l'occasion de la finale de la Coupe de la Ligue, opposant le SC Bastia au Paris Saint-Germain (0-4).
En 2017, il est désigné pour officier lors de la 100e finale de la Coupe de France opposant le SCO d'Angers au Paris Saint-Germain.
Il est désigné en juin 2017 pour l'Euro U21 de football en Pologne. Compétition dans laquelle il est d'ailleurs désigné pour officier lors de la finale.
Le 13 septembre 2017, il arbitre son premier match de groupe de Ligue des Champions opposant le Real Madrid à l'Apoel Nicosie (3-0).
Le 9 janvier 2018, en quart de finale de coupe de la Ligue, Benoît Bastien se fait remarquer lors d'une rencontre au cours de laquelle il accorde trois penaltys à Guingamp qui finit par l'emporter contre le PSG au Parc des Princes (1-2).

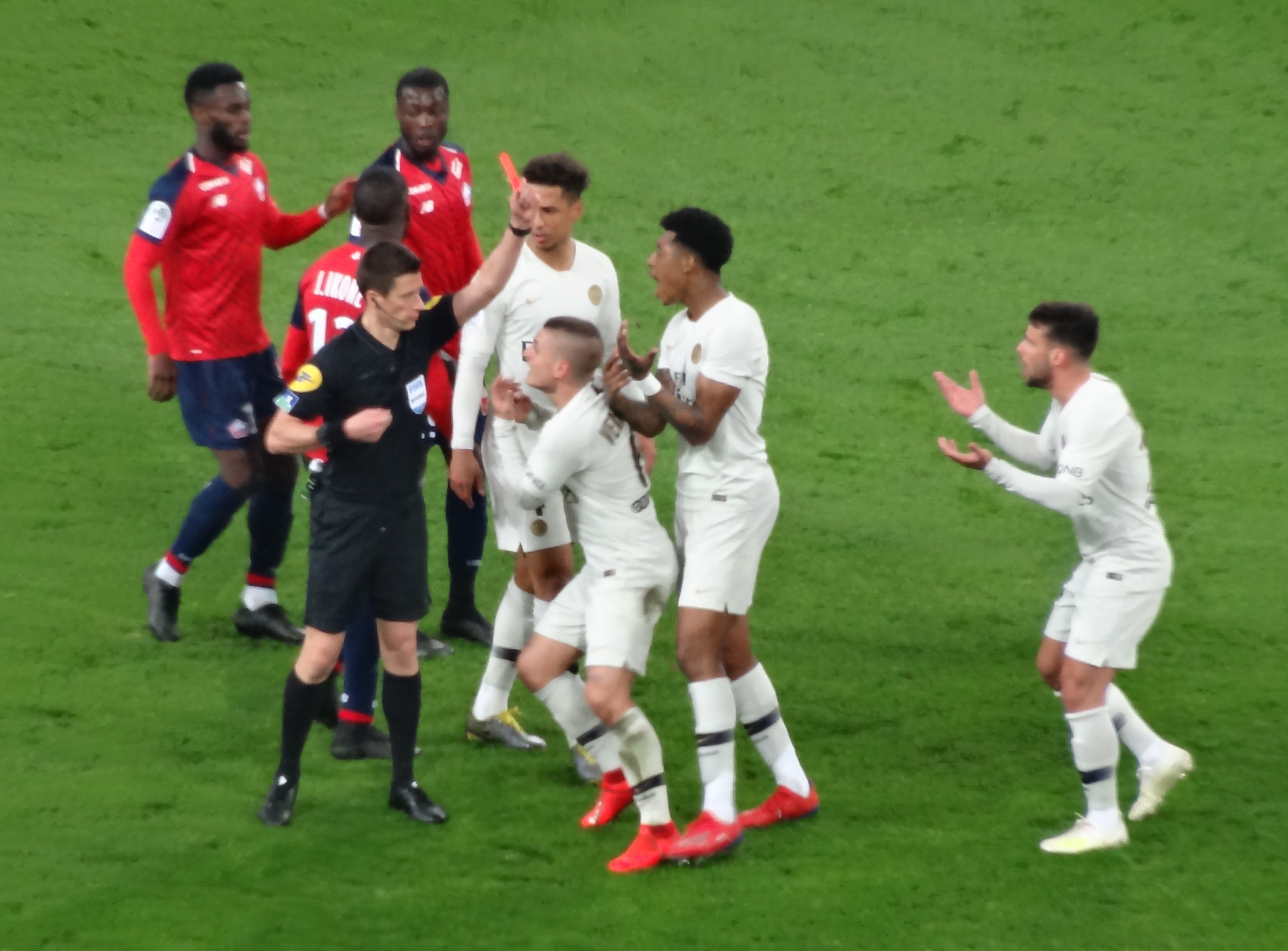
Marco Verratti protestant devant M. Bastien après l'expulsion de Juan Bernat à Lille (2019).

Le 1er juin 2018, Benoît Bastien intègre la liste élite UEFA. Il accompagne donc Clément Turpin, reconduit pour la troisième année consécutive. C'est la première fois depuis 2011 que deux arbitres français sont nommés sur cette liste.
Il est réputé pour son sang-froid et sa capacité à maîtriser les matches à haute tension. Il a obtenu un diplôme universitaire de préparateur mental à Clermont-Ferrand en 2018.
Il est nommé meilleur arbitre de Ligue 1 aux Trophées UNFP du football 2022. Pour sa quatorzième saison de Ligue 1, Benoît Bastien a été élu meilleur arbitre français par la Commission fédérale de l'arbitrage pour la saison 2024-2025,,.

## Statistiques
(janvier 2019).
Si vous disposez d'ouvrages ou d'articles de référence ou si vous connaissez des sites web de qualité traitant du thème abordé ici, merci de compléter l'article en donnant les références utiles à sa vérifiabilité et en les liant à la section « Notes et références ».
| Saison    | Compétitions        | Nbre de matchs | Cartons jaunes | Cartons rouges |
| --------- | ------------------- | -------------- | -------------- | -------------- |
| 2009-2010 | Coupe de France     | 2              | 3              | 2              |
| 2010-2011 | Coupe de la Ligue   | 1              | 7              | 0              |
| 2010-2011 | Coupe de France     | 3              | 7              | 0              |
| 2010-2011 | Ligue 2             | 16             | 59             | 3              |
| 2011-2012 | Coupe de la Ligue   | 1              | 3              | 0              |
| 2011-2012 | Coupe de France     | 2              | 8              | 1              |
| 2011-2012 | Ligue 1             | 14             | 51             | 1              |
| 2011-2012 | Ligue 2             | 5              | 25             | 4              |
| 2012-2013 | Coupe de la Ligue   | 2              | 2              | 0              |
| 2012-2013 | Coupe de France     | 2              | 2              | 0              |
| 2012-2013 | Ligue 1             | 19             | 66             | 8              |
| 2012-2013 | Ligue 2             | 3              | 8              | 1              |
| 2013-2014 | Coupe de la Ligue   | 2              | 6              | 0              |
| 2013-2014 | Coupe de France     | 2              | 4              | 0              |
| 2013-2014 | Ligue 1             | 19             | 59             | 4              |
| 2013-2014 | Ligue 2             | 1              | 1              | 0              |
| 2014-2015 | Coupe de la Ligue   | 2              | 5              | 0              |
| 2014-2015 | Coupe de France     | 2              | 3              | 1              |
| 2014-2015 | Ligue 1             | 20             | 70             | 5              |
| 2014-2015 | Ligue 2             | 3              | 13             | 1              |
| 2014-2015 | Ligue Europa        | 1              | 4              | 0              |
| 2015-2016 | Coupe de la Ligue   | 3              | 7              | 1              |
| 2015-2016 | Coupe de France     | 2              | 3              | 0              |
| 2015-2016 | Ligue 1             | 18             | 69             | 8              |
| 2015-2016 | Ligue 2             | 1              | 3              | 0              |
| 2015-2016 | Ligue des Champions | 1              | 8              | 1              |
| 2015-2016 | Ligue Europa        | 3              | 8              | 1              |
| 2016-2017 | Coupe de la ligue   | 1              | 0              | 1              |
| 2016-2017 | Coupe de France     | 2              | 6              | 0              |
| 2016-2017 | Ligue 1             | 21             | 69             | 4              |
| 2016-2017 | Ligue 2             | 3              | 8              | 1              |
| 2016-2017 | Ligue des Champions | 1              | 6              | 0              |
| 2016-2017 | Ligue Europa        | 5              | 13             | 1              |
| 2017-2018 | Coupe de la Ligue   | 0              | 0              | 0              |
| 2017-2018 | Coupe de France     | 0              | 0              | 0              |
| 2017-2018 | Ligue 1             | 17             | 80             | 3              |
| 2017-2018 | Ligue 2             | 1              | 2              | 0              |
| 2017-2018 | Ligue des Champions | 2              | 7              |                |
| 2017-2018 | Ligue Europa        | 3              | 17             | 1              |

 : Dernière modification le 30/03/2018